# Mythimna sideniensis
Mythimna sideniensis là một loài bướm đêm trong họ Noctuidae.